# エミール・オルリック

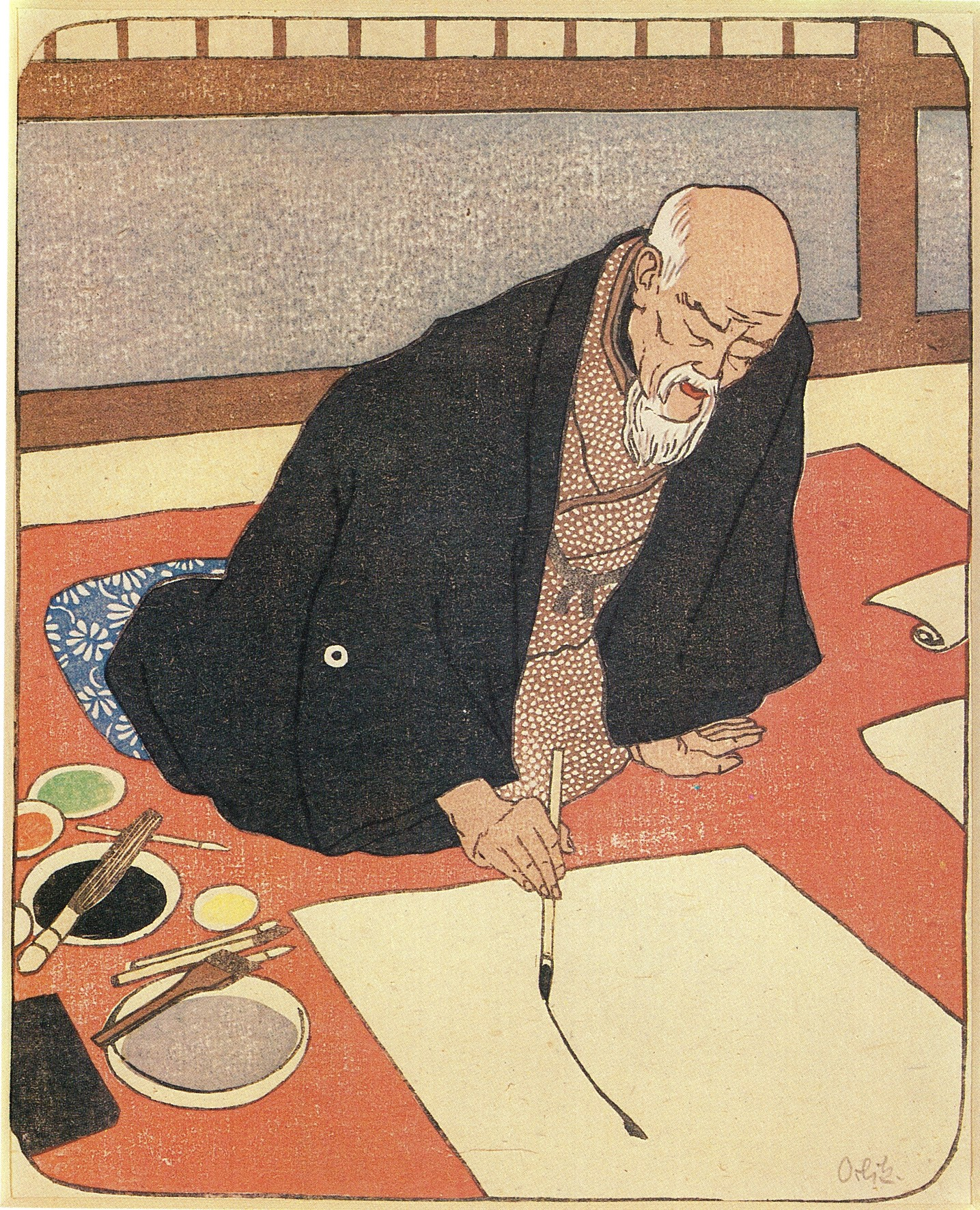
オルリック作「日本の絵師（狩野友信）」(1901)

エミール・オルリック（ドイツ語: Emil Orlik, 1870年7月21日 - 1932年9月28日）は、オーストリア国籍の版画家。

## 来歴
1870年、オーストリア＝ハンガリー帝国ボヘミア王冠領（現在のチェコ）、プラハの裕福な仕立屋に生まれる。1889年から1891年にはハインリヒ・クニルの私立絵画学校で美術を学び、その後、1891年から1893年、ミュンヘン美術院で、歴史画をヴィルヘルム・フォン・リンデンシュミットおよびヨハン・レオンハルト・ラーブの元で学んだ。この時、日本の浮世絵に憧れを抱きながらリトグラフやエッチングなどの版画制作を行っていた。1894年、一旦、プラハに戻り、詩人リルケと親交を結んでいる。1897年にはオランダ、フランスへ旅行し、パリでは、フェリックス・ヴァロットンと知り合いになり、翌1898年、イギリスに旅行し、版画家ウィルアム・ニコルソンと連絡を取り合った。1899年、ウィーン分離派の会員に選出されている。
1900年4月、木版画の技術を学ぶため日本へ来訪、ガイドも伴わずに日光、鎌倉、箱根、京都のほか、会津若松や赤倉などに足を伸ばしている。この間、絵師、彫師、摺師に師事して、約10ヶ月にわたって浮世絵の技術を習得し、他方、フェノロサのもとを浮世絵コレクションを見せてもらうため訪問、狩野派の絵師狩野友信から日本画の筆法を学んだ。こうして身につけた木版技術を、前年の1899年に来日していたヘレン・ハイドに教えている。同年9月には第5回白馬会展に木版画「肖像」など全16点を出品した。1901年制作の木版画「日本の絵師」は顎鬚を生やした狩野友信をモデルにしている。オルリックは日本の版画を見て多大な影響を受け、自刻の多色摺り木版画を制作し始める。また、石版画・エッチングなども制作した。東京風景の作品を多く残しており、後に帰国してから1904年に版画集『日本便り』を刊行、アトリエをウィーンに移している。この時、同時に浮世絵、根付などの日本の美術品を大量に購入している。1901年に木版画「日本の旅人」、「日本の絵師」、「日本の彫師」、「日本の摺師」を発表し、同年1月、ウィーンに向け出発し、2月、一旦帰国する。この「日本の旅人」などは、日本の伝統技法を用いた作品であった。4月にはプラハへ戻り、ベルリンやウィーンなどにおいて講演会を開いたりして木版画の普及に努めた。1902年開催のウィーン分離派展に、日本を主題とした16点の木版画を出品した。日本で出会ったラフカディオ・ハーン（小泉八雲）の著作5冊を翻訳し、その挿絵を描いて出版している。1905年クリムトらとともにウィーン分離派を脱退、ベルリンへ移ってベルリン王立芸術工芸美術館の教授となり、版画と装丁を指導した。その後、1912年、再び極東へ旅に出た際、日本にもたち寄っている。1932年、ベルリンに滞在している時、心臓麻痺で急死した。
オルリックは1900年10月刊行の『明星』第7号に「ハリネズミの蔵書票」など4点の蔵書票を掲載、日本に初めて蔵書票を紹介した人物として知られている。

## 作品

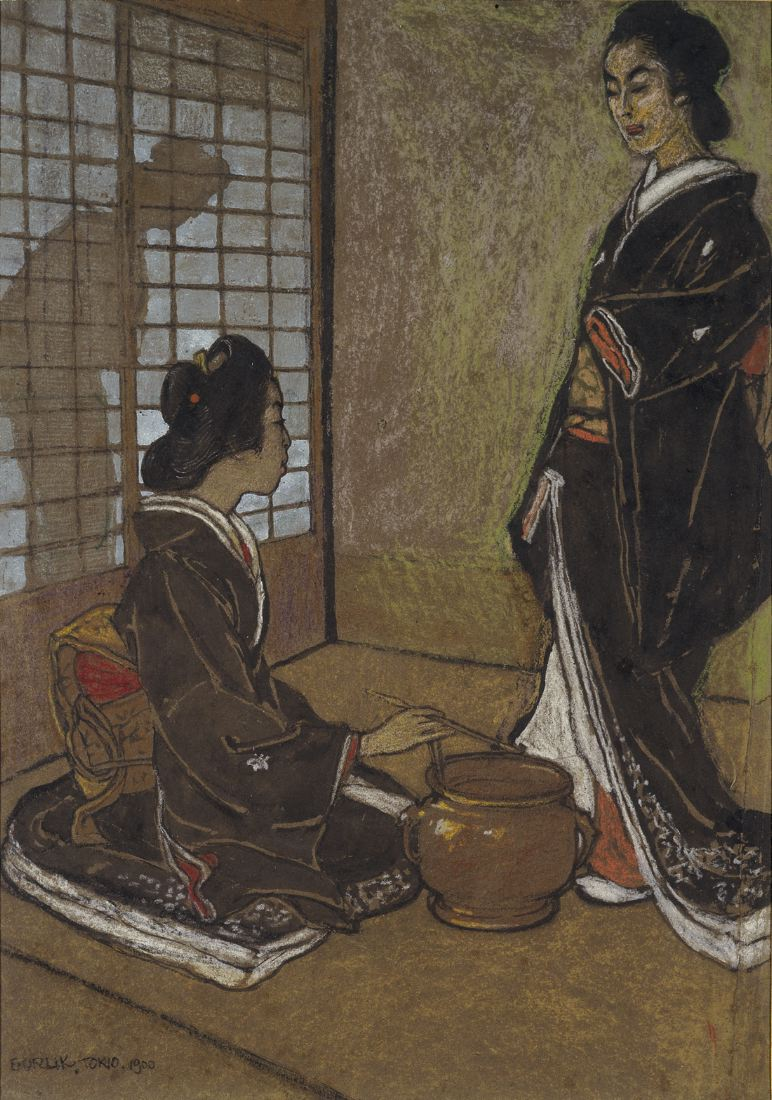
Zwei Geishas

- 「日本の手品師」　木版画　1900年（明治33年）　横浜美術館所蔵
- 「知恩院前、京都」　木版画　1900年　ベルリン国立美術館・版画素描館所蔵
- 「日本の旅人」　木版画　1901年（明治34年）　千葉市美術館所蔵
- 「日本の絵師」　木版画　1901年（明治34年）　横浜美術館所蔵
- 「日本の彫師」　木版画　1901年　横浜美術館所蔵
- 「日本の摺師」　木版画　1901年　横浜美術館所蔵
- 「柳の下の娘」　木版画　1901年　ベルリン国立美術館・版画素描館所蔵
- 「突風」　木版画　1901年　ベルリン国立美術館・版画素描館所蔵
- 「富士山への巡礼」　木版画　1901年　ベルリン国立美術館・版画素描館所蔵
- 「京都の寺の庭」　木版画　1901年　横浜美術館所蔵
- 「横顔の日本人女性」　木版画　1902年（明治35年）　千葉市美術館所蔵
- 「冬景色」　木版画　1902年　ベルリン国立美術館・版画素描館所蔵
- 「母と子」　木版画　1904年（明治37年）　千葉市美術館所蔵
- 「江ノ島付近」　アクアチント、エッチング　1901年‐1902年　ペーター・パンツァーコレクション（ボン）
- 「日光の3体の石仏」　パステル　1900年　　ペーター・パンツァーコレクション

## 参考図書
- 浮世絵の基礎知識　吉田漱、雄山閣、1987年 ISBN 978-4-639-00659-6
- 浮世絵大事典 国際浮世絵学会編、東京堂出版、2008年 ISBN 978-4-4901-0720-3

展覧会図録
- 横浜美術館編 『アジアへの眼　外国人の浮世絵師たち』 横浜美術館　読売新聞社、1996年
- 東京都江戸東京博物館編 『よみがえる浮世絵　うるわしき大正新版画展』 東京都江戸東京博物館、朝日新聞社、2009年